# Argiletum
Argiletum ist die Bezeichnung einer Straße (bzw. eines Wohnviertels) des antiken Rom, die vom Forum Romanum in die Subura bzw. als dessen Hauptstraße durch dieses bevölkerungsreiche Stadtviertel zwischen Esquilin und Viminal führte und schließlich in die Via Labicana mündete. Das Argiletum war bekannt für seine Buchhändler.
In der frühen Kaiserzeit war das Argiletum in seinem ersten Trakt vom Augustus- und dem Vespasiansforum gesäumt, bis Domitian begann, diesen Teil zum Forum Transitorium auszubauen, das allerdings erst nach der Ermordung Domitians unter Kaiser Nerva vollendet und 97 n. Chr. eingeweiht wurde.
Das ganze Mittelalter hindurch behielt der Straßenverlauf seine Bedeutung. Er entspricht heute dem Verlauf der Via della Madonna dei Monti und der Via Leonina.